# I går, i dag
I går, i dag, skriven av Bert Månson, är en balladlåt som Sanna Nielsen framförde i den svenska Melodifestivalen 2001, där det slutade på tredje plats. "I går, i dag" utkom 2001 även på singel, och placerade sig som bäst på 32:a plats på den svenska singellistan. Melodin testades på Svensktoppen, och låg på listan i sammanlagt 14 veckor under perioden 24 mars-23 juni 2001 innan den lämnade listan, med en tredjeplats som bästa resultat där. "I går, i dag" blev med Svensktoppens poängberäkningssystem nionde bästa Svensktoppsmelodin under 2001.
Singelns B-sida var samma sång med text på engelska: Still too Young.

## Låtlista
1. I går, i dag
2. Still too Young (I går, i dag)

### Listplaceringar
| Lista (2001) | Topplacering |
| ------------ | ------------ |
| Sverige      | 32 .         |

### Fotnoter
1. ↑  ”Svensktoppen”. 24 mars 2001. http://sverigesradio.se/p4/svetop/2001/010324sv.htm. Läst 22 maj 2011.
2. ↑  ”Svensktoppen”. 23 juni 2001. http://sverigesradio.se/p4/svetop/2001/010623sv.htm. Läst 22 maj 2011.
3. ↑  ”Svensktoppen”. 30 juni 2001. http://sverigesradio.se/p4/svetop/2001/010630sv.htm. Läst 22 maj 2011.
4. ↑  Placeringar på den svenska singellistan